# Рад (Ајова)
Рад (енгл. Rudd) град је у америчкој савезној држави Ајова. По попису становништва из 2010. у њему је живело 369 становника.

## Демографија
Према попису становништва из 2010. у граду је живело 369 становника, што је -62 (-14.4%) становника више него 2000. године.
| Група             | 2000.       | 2010.       |
| Белци             | 421 (97,7%) | 346 (93,8%) |
| Афроамериканци    | 0 (0,0%)    | 0 (0,0%)    |
| Азијати           | 0 (0,0%)    | 0 (0,0%)    |
| Хиспаноамериканци | 6 (1,4%)    | 18 (4,9%)   |
| Укупно            | 431         | 369         |